# Mus orangiae
Mus orangiae là một loài động vật có vú trong họ Chuột, bộ Gặm nhấm. Loài này được Roberts mô tả năm 1926.